# Río Calchaquí

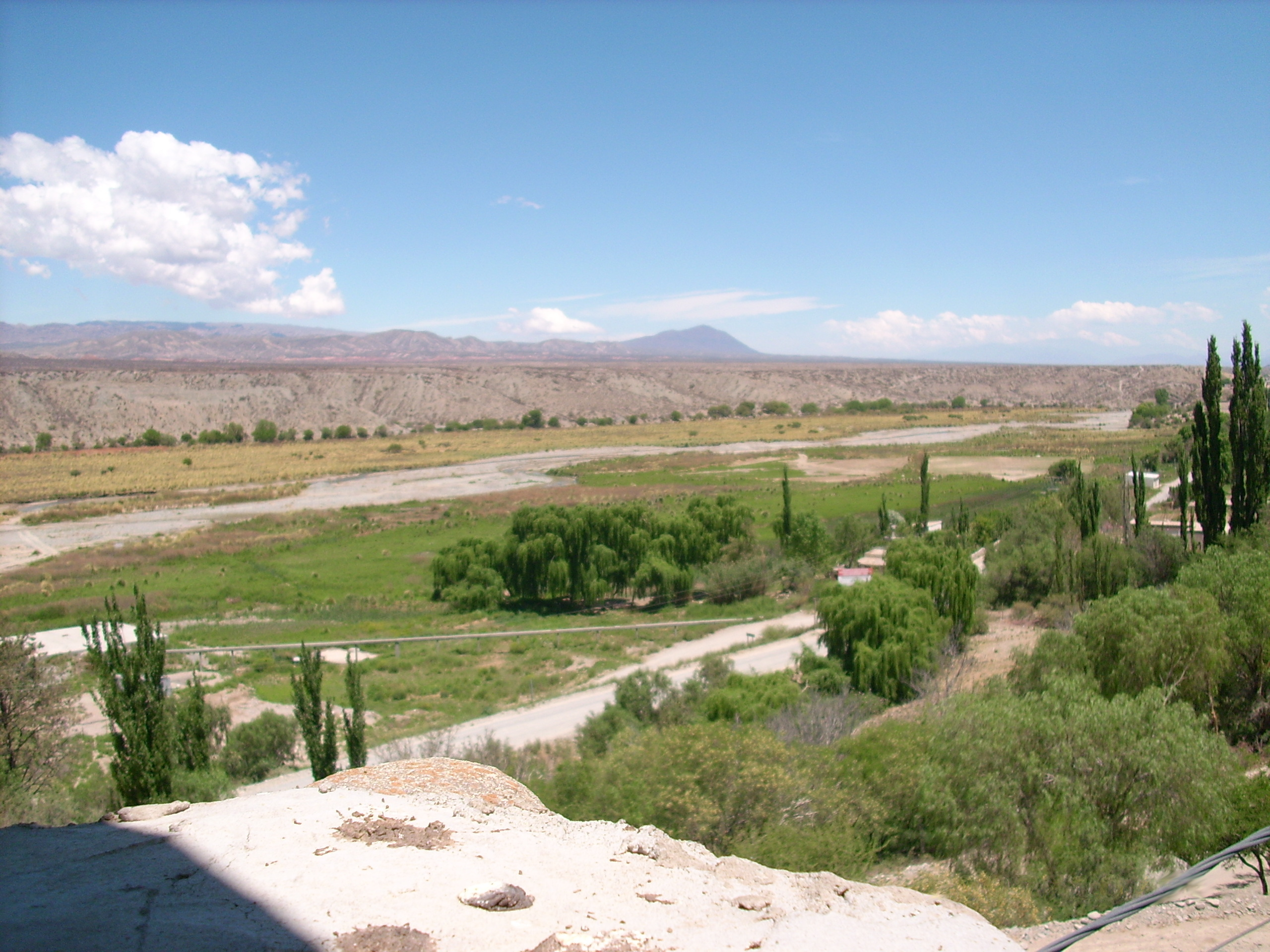
Le río Calchaquí à Cachi

Le río Calchaquí est un cours d'eau du nord-ouest de l'Argentine qui coule en province de Salta. Il est généralement considéré comme cours supérieur du río Salado del Norte. C'est donc un affluent du rio Paraná par le Salado del Norte.

## Géographie
Le río Calchaquí naît dans le massif du Nevado de Acay (5.950 mètres d'altitude), à la limite entre les départements de Rosario de Lerma et de La Poma dans la province de Salta. Son cours se déroule du nord au sud dans la région dite des vallées Calchaquies. 
Le río Calchaquí porte le nom de río de las Aguas Negras (rivière des eaux noires) dans son cours supérieur, en amont de la petite ville de La Poma.
Il se termine au niveau de la confluence avec le río Santa María près de la cité de Cafayate. Il change alors de nom, devenant le río Guachipas et tourne ensuite vers le nord-est pour traverser le cañon de la quebrada de las Conchas en direction du lac de Cabra Corral.
La superficie de son bassin versant est de plus ou moins 20 000 km2 (y compris le sous-bassin du río Santa María qui à lui seul fait 9 600 km2).

## Localités traversées
Le long de ses rives, on trouve successivement, d'amont en aval, les localités de La Poma, Payogasta, Cachi, Seclantás, Molinos, Angastaco et San Carlos.

## Affluents
Il reçoit les eaux de plusieurs rivières, surtout en rive droite, là où se dressent les plus hauts sommets et où se trouvent les plus importants glaciers du bassin :
- río Luracatao qui conflue à Molinos en rive droite
- río Grande ou río Guasamayo qui conflue également en rive droite à Angastaco
- río Pucará (rive droite) conflue aux abords d'Angastaco
- río Santa María (rive droite)
- río Las Viñas (rive gauche)

## Régime
Le río Calchaquí est de régime quasi permanent, avec un débit maximal pendant les mois d'été. 

## Hydrométrie - mesure des débits à La Punilla
Le débit du río Calchaquí a été observé pendant 20 ans (1948-1968) à La Punilla, localité de la province de Salta située en fin de parcours, peu avant le confluent du río Santa María. 
À La Punilla, le débit annuel moyen ou module observé sur cette période a été de 6,91 m3/s pour une surface étudiée de 19 800 km2.
La lame d'eau écoulée dans ce bassin versant atteint le chiffre de 11 millimètres par an, ce qui peut être considéré comme très faible, mais est lié au climat presque partout très sec de la région.
Cours d'eau issu avant tout de la fonte des neiges, le río Calchaquí est un cours d'eau de régime nivo-glaciaire.
Les hautes eaux se déroulent de janvier à mars, ce qui correspond à la fonte des neiges et des glaces des hauts massifs andins. Dès le mois de mars, le débit de la rivière baisse rapidement, ce qui mène à une longue période de basses eaux, allant d'avril à décembre. 
Mais la rivière conserve durant toute cette période un léger débit.
Le débit moyen mensuel observé en octobre (minimum d'étiage) est de 0,57 m3/s, soit plus ou moins 70 fois moins que le débit moyen du mois de février (36,4 m3/s), ce qui témoigne de l'amplitude très importante des variations saisonnières. Sur la durée d'observation de 20 ans, le débit mensuel minimal a été de 0,2 m3/s, tandis que le débit mensuel maximal s'élevait à 121 m3/s (février 1963). 

## Tourisme

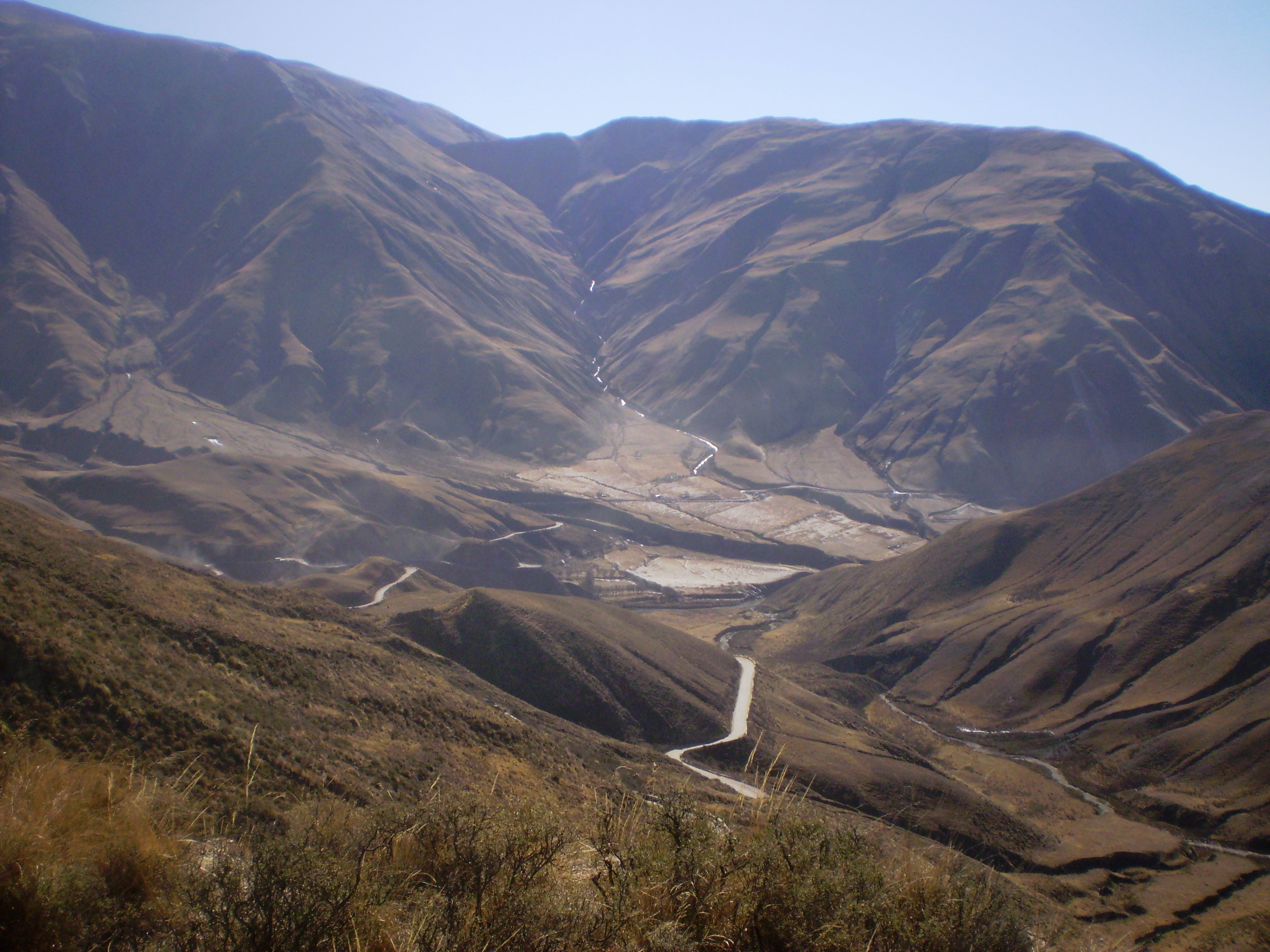
La sinueuse Cuesta del Obispo ou Côte de l'Évêque, portion de la route provinciale 33 entre Payogasta et le parc national Los Cardones. Vue plongeante sur la vallée du río Calchaquí prise depuis le parc national.

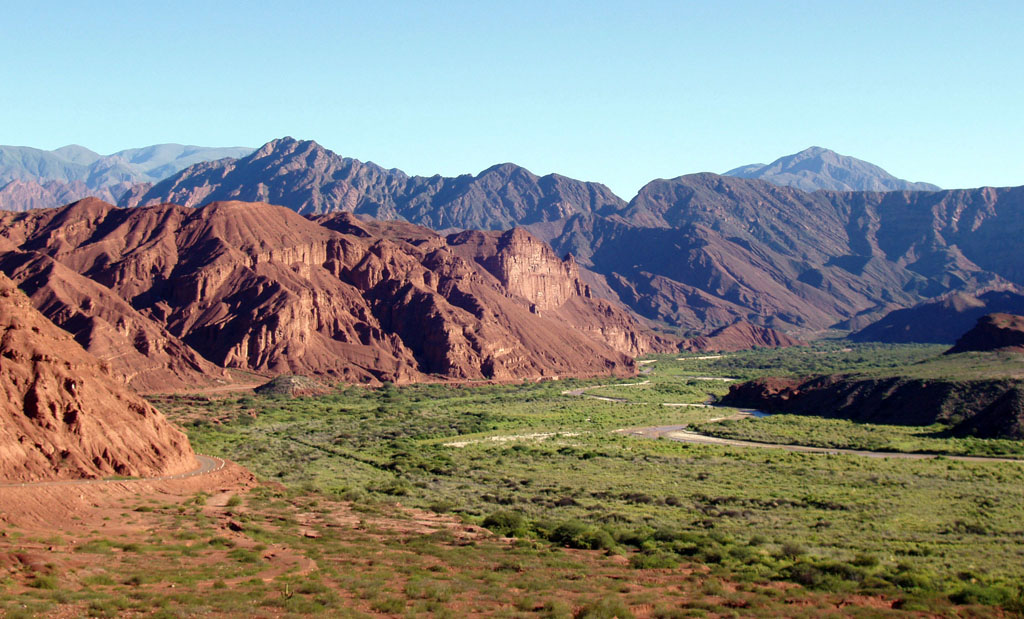
Le río Calchaquí à son passage par le sud-ouest de la province. Il constitue le cours supérieur du río Salado del Norte.

La rivière est longée par la mythique route nationale 40 qui court du sud au nord du pays, depuis l'extrémité de la Patagonie jusqu'à la frontière bolivienne.
Tout au long de cette route et de la rivière s'égrènent une série de localités coloniales, en grande partie intactes, comme Cachi, Cafayate, San Carlos, Angastaco, Molinos, Seclantás.
La vallée du río Calchaquí est dominée par de hauts sommets, dont certains sont parmi les plus élevés des sierras argentines. Au nord se trouve le Nevado de Acay (5.950 mètres d'altitude), à l'ouest la Sierra de los Pastos Grandes, puis la Sierra de Cachi avec notamment le Monte del Quemado (6.184 mètres) et le Cumbre del Libertador General San Martin (6.380 mètres)
C'est dans les Vallées Calchaquies et notamment dans la région de Cafayate que sont produits quelques-uns des meilleurs vins argentins.
Dans la partie sud-est du bassin, on peut visiter le parc national Los Cardones avec ses pittoresques cactus candélabre, mais aussi ses ossements de dinosaures, ses peintures rupestres, et autres vestiges du passé. On y accède depuis Payogasta par la route provinciale 33.